# Qax
Qax (o Qakh) è una città dell'Azerbaigian, capoluogo dell'omonimo distretto.